# Ventania
Ventania là một đô thị thuộc bang Paraná, Brasil. Đô thị này có diện tích 759,366 km², dân số năm 2007 là 10948 người, mật độ 12,2 người/km².